# موران سولنیر وانو
موران سولنیر وانو (به انگلیسی: Morane-Saulnier_Vanneau) یک هواگرد ملخ‌پیشین تک‌موتوره از نوع آموزشی دو سرنشینه ساخت شرکت Morane-Saulnier است. هواگرد موران سولنیر وانو نخستین پروازش را در ۱۹۴۴ میلادی انجام داد. این هواگرد در سال ۱۹۴۶ میلادی رسماً معرفی گردید. در مجموع، تعداد ۵۰۶ فروند از این هواگرد ساخته شده‌است.